# Carlemanniaceae
Carlemanniaceae Airy Shaw, 1965 è una famiglia di piante angiosperme dicotiledoni appartenenti all'ordine Lamiales.

## Etimologia
Il nome della famiglia deriva dal genere Carlemannia Benth., 1853. Il nome scientifico della famiglia è stato definito per la prima volta dal botanico australiano Herbert Kenneth Airy Shaw (1902–1985) nella pubblicazione Kew Bulletin del 1965.

## Descrizione
- Il portamento delle specie di questa famiglia è erbaceo perenne o arbustivo. A volte la consistenza di queste piante può essere carnosa.[3][5][6]
- Le foglie lungo il caule sono disposte in modo opposto e sono picciolate; il contorno è semplice oppure dentato/seghettato o crenato con apici acuminati; le forme sono lievemente asimmetriche da ellittiche a ovate; le nervature sono pennate. Non sono presenti le stipole.
- Le infiorescenze sono formate da cime (infiorescenza definita) in posizione ascellare e terminale con fiori pedicellati o subsessili.
- I fiori sono ermafroditi, con forme da zigomorfe a subregolari; sono inoltre tetraciclici (ossia formati da 4 verticilli: calice – corolla – androceo – gineceo) e tetrameri o pentameri (ogni verticillo ha 4 o 5 elementi).

- Formula fiorale: per queste piante viene indicata la seguente formula fiorale:

X, K (4/5), [C (4/5), A (2)], G (2), supero, capsula
- Il calice, gamosepalo, è un tubo adnato all'ovario con 4 o 5 lobi diseguali persistenti; la forma dei lobi varia da lineare a spatolata.

- La corolla, gamopetala (o meglio simpetala) ha delle forme tubulari, o a imbuto o campanulate ed ha 4 o 5 petali. I petali sono embricati o conduplicati-valvati con forme ovate/arrotondate. Talvolta dentro il tubo sono presenti dei peli.

- L'androceo è formata da 2 stami fertili e saldati a metà della corolla (in alternanza con i petali). I filamenti sono corti. Le antere, dorsofisse, hanno forme oblunghe-lineari e si aprono lateralmente a metà e sono conniventi intorno allo stilo. Il polline è 3-5-6-colpato. Il disco nettario è presente con forme da cilindriche a coniche ed è di tipo epigino.

- Il gineceo ha un ovario infero, bicarpellare (biloculare) e sicarpico. Lo stilo è filiforme con stigma clavato. Gli ovuli sono numerosi (da 30 a 100) di tipo subglobosi posizionati nei vari loculi al centro del setto di una placentazione assile, oppure basale. Gli ovuli sono anatropi, con un solo tegumento e sono tenuinucellati (con la nocella, stadio primordiale dell'ovulo, ridotta a poche cellule).

- I frutti sono delle capsule biloculari secche o carnose con deiscenza tramite da 2 a 5 valve. I semi sono numerosi con forme ovoidi, con superficie liscia e con endosperma.

## Riproduzione
- Impollinazione: l'impollinazione avviene tramite insetti (impollinazione entomogama).
- Riproduzione: la fecondazione avviene fondamentalmente tramite l'impollinazione dei fiori (vedi sopra).
- Dispersione: i semi cadendo a terra sono dispersi soprattutto da insetti tipo formiche (disseminazione mirmecoria).

## Distribuzione e habitat
La distribuzione delle specie di questa famiglia relativa alla parte tropicale del sud est asiatico (da Assam a Sumatra). Crescono soprattutto nelle foreste montagnose e lungo i torrenti delle zone collinari sempreverdi.

## Tassonomia
Le specie di questa famiglia inizialmente sono state posizionate nella famiglia delle Rubiaceae (Bentham, 1853). In seguito altri Autori hanno trovato delle possibili affinità con le Caprifoliaceae, Gesneriaceae, Saxifragaceae o Valerianaceae. Alla fine dell'altro secolo (1998) i primi studi di tipo filogenetico hanno portato ad includere le Carlemanniaceae nel clade Euasteridi II; ma successi e più approfonditi studi hanno definitivamente posizionato la famiglia nell'ordine Lamiales (Euasteridi I). In questo ordine la famiglia occupa una posizione abbastanza "basale" e risulta "gruppo fratello" della famiglia Oleaceae.

### Composizione della famiglia
La famiglia si compone di due generi con 5 specie:
- Carlemannia Benth., 1835 - Caratteri distintivi: il portamento è erbaceo; le infiorescenze sono formate da composizioni corimbose e lasse; i fiori hanno una struttura tetramera e sono pedicellati (lunghezza del pedicello 0,5 – 2 cm); i lobi della corolla sono embricati; i frutti sono delle capsule secche a 2 valve. Distribuzione: Himalaya, Assam, Burma, Yunnan e Sumatra. Numero specie: 3
- Silvianthus Hook. f., 1868 - Caratteri distintivi: il portamento è arbustivo; le infiorescenze sono dense; i fiori sono sessili e pentameri; i lobi della corolla sono conduplicati e valvati; i frutti sono delle capsule carnose a 5 valve. Distribuzione: Assam, Burma, Yunnan, Laos, Thailandia e Vietnam. Numero specie: 2.